# Nívea Stelmann
Nívea Stelmann Leôncio (Paraíba do Sul, 6 aprile 1974) è un'attrice e modella brasiliana.

## Biografia
Nívea Stelamnn è nata e cresciuta nella città di Paraíba do Sul, nell'entroterra di Rio de Janeiro. Sua madre, Janice, possedeva un negozio di abbigliamento e suo padre, Francisco, era un uomo d'affari. Ha due fratelli. All'età di 12 anni ha deciso di diventare attrice. A sedici è stata ammessa ad un concorso di bellezza nella sua città natale, ottenendo quindi un contratto con un'agenzia di Rio. Qui ha per un periodo lavorato di giorno come fotomodella e frequentato la scuola superiore di sera. Si è poi iscritta all'università per studiare giornalismo con una borsa di studio, ma ha abbandonato il corso quasi subito. Si è quindi formata al Teatro Tablado, dopodiché, nel 1998, ha finalmente conseguito una laurea in discipline dello spettacolo presso l'Università Federale di Rio de Janeiro.
Dopo aver lavorato in teatro è approdata in televisione, dove è apparsa in diverse novelas Globo come Era Uma Vez..., Suave Veneno, Uga-Uga, O Clone. In seguito è passata a Rede Record.

## Vita privata
Nel febbraio 2001 ha iniziato a frequentare l'attore Mário Frias. Il 15 marzo 2003 i due si sono sposati. L'11 settembre 2004 è nato il loro unico figlio, Miguel. Nel novembre 2005 la coppia ha annunciato la fine del matrimonio. 
Tra gennaio e novembre 2006, l'attrice è stata sentimentalmente legata al regista Marcos Paulo. Nel dicembre dello stesso anno, ha iniziato a frequentare l'uomo d'affari Eduardo Azer - che era già stato il suo ragazzo tra i 15 e i 19 anni - sposandolo poi il 12 luglio 2007. La coppia si è separata nell'ottobre 2008. 
Dopo un flirt con l'attore Thierry Figueira, Nivea ha convissuto col calciatore Elano, ma la relazione è finita con una causa legale che l'attrice ha intentato al compagno per via di alcune foto.
Il 17 luglio 2013 ha sposato un uomo d'affari, Marcus Rocha, tuttora suo marito. Il 23 marzo 2014 i due sono diventati genitori di una bambina, Bruna, e nello stesso anno l'attrice è stata testimonial di una campagna di sensibilizzazione sull'allattamento al seno, lanciata dal Ministero dell'Agricoltura. Dal 2017 la coppia vive dividendosi tra il Brasile e gli USA, avendo acquistato una casa a Orlando.

## Filmografia

### Cinema
- Mater Dei, regia di Ricardo Rama - cortometraggio (2004)
- Casamento Brasileiro, regia di Fauzi Mansur (2011)
- Um Casal Fora de Série, regia di Marcio Augusto - cortometraggio (2012)
- Mais Uma História, regia di Allan Souza Lima - cortometraggio (2014)
- Tormento, regia di Ricardo Rama (2021)

### Televisione
- Família Brasil – serie TV, 165 episodi (1993-1994)
- Malhação – serie TV (1995)
- História de Amor – serie TV (1995)
- Cara & Coroa – serie TV, 3 episodi (1995)
- Anjo de Mim – serie TV (1996)
- A Indomada – serie TV (1997)
- Era Uma Vez... – serie TV (1998)
- Suave Veneno – serie TV (1999)
- Uga-Uga – serie TV (2000)
- A Grande Família – serie TV, 1 episodio (2001)
- Brava Gente – serie TV, episodio 2x27 (2001)
- O clone – serie TV, 220 episodi (2001-2002)
- Chocolate com pimenta – serie TV, 111 episodi (2003-2004)
- Alma Gêmea – serie TV (2005)
- A Diarista – serie TV, episodio 3x27 (2006)
- Sete Pecados – serie TV, 186 episodi (2007-2008)
- Dicas de um Sedutor – serie TV, episodio 1x7 (2008)
- Casos e Acasos – serie TV, episodio 1x17 (2008)
- Três Irmãs – serie TV, episodio 1x3 (2008)
- Cama de Gato – serie TV, 84 episodi (2009-2010)
- Morde & Assopra – serie TV (2011)
- A Terra Prometida – serie TV, 166 episodi (2016-2017)
- Verão 90 – serie TV, episodio 1x2 (2019)
- Tô de Graça – serie TV, episodio 3x28 (2019)